# قطعنامه ۵۵۱ شورای امنیت
قطعنامه ۵۵۱ شورای امنیت سازمان ملل متحد که در تاریخ ۳۰ مه ۱۹۸۴ تصویب شد، سندی بین‌المللی دربارهٔ اسرائیل-جمهوری عربی سوریه است. این قطعنامه طی نشست ۲۵۴۴ام با ۱۵ موافق، ۰ مخالف و ۰ ممتنع تصویب شد.